# Euphorbia jaliscensis
Euphorbia jaliscensis är en törelväxtart som beskrevs av Benjamin Lincoln Robinson och Jesse More Greenman. Euphorbia jaliscensis ingår i släktet törlar, och familjen törelväxter. Inga underarter finns listade i Catalogue of Life.